# Myrmeleonostenus stangei
Myrmeleonostenus stangei là một loài tò vò trong họ Ichneumonidae.